# Марія Ґрольмусец
Марія Ґрольмусец, німецький варіант — Марія Кароліна Елізабет Ґрольмус (верхньо-луж. Marja Grólmusec, нім. Maria Karoline Elisabeth Grollmuß, 24 квітня 1896 року, Лейпциг, Німеччина — 6 серпня 1944 року, концентраційний табір Равенсбрюк, Німеччина) — лужицька громадська діячка, журналістка, публіцистка і діячка соціалістичного опору проти нацистського режиму в Німеччині.

## Життєпис
Марія Ґрольмусец народилася 24 квітня 1896 року в Лецпцизі в родині доктора філології та директора школи Яна Ґрольмуса (Йоганнес Ґрольмус). У грудні 1917 року закінчила педагогічне училище в Лейпцигу, після чого стала викладати в початковій школі державної школи в Лейпцигу. У 1918 році вступила до лужицької культурно-громадської організації «Матиці сербської». Навчалася на філологічному та історичному факультетах Лейпцизького і Берлінського університетів. Під час навчання була членом Ліги соціалістичних студентів.
У 1928 році захистила дисертацію на здобуття наукового ступеня доктора наук за темою «Йозеф Геррес і демократія». В цей же час почала писати публіцистичні статті в газеті «Rhein-Mainische Volkszeitung», яка належала лівій фракції німецької Партії Центру й співпрацювала з католицьким журналом «Die Schildgenossen», який видавало католицьке молодіжне рух «Quickborn».
У 1927 році Марія Ґрольмусец вступила до Соціал-демократичної партії Німеччини, з якої була виключена через відданість комуністичним ідеям. У 1929 році вступила до Комуністичної партії Німеччини, з якої невдовзі була виключена після вступу до бухариністської опозиційної Комуністичної партії. У 1932 році вступила до Соціалістичної робітничої партії Німеччини.
Після приходу до влади нацистів співпрацювала з революційними соціалістами (Arbeitskreis Revolutionärer Sozialisten) і займалася незаконною політичною діяльністю. Перевозила нелегальні друковані видання з Чехословаччини і супроводжувала політичних біженців при перетині кордону. Для цього вона використовувала будинок свого батька у селі Дорф-Радібор у Верхній Лужиці. Підтримувала політичні відносини з опозиційними групами СДПН, КПН та австрійськими соціалістами Отто Бауера.
7 листопада 1934 року Марія Ґрольмусец була заарештована разом зі своїм товаришем по підпільній діяльності Германом Рейнмутом. Перебувала в ув'язненні в Дрездені. 23 листопада 1935 року була засуджена Народною судовою палатою на шість років тюремного ув'язнення у Вальдхаймі. Під час укладання через хворобу щитоподібної залози їй запропонували свободу за умови відмови від підпільної діяльності. Після її відмови вона була переведена в грудні 1940 року до концентраційного табору Равенсбрюк, де померла 6 серпня 1944 року від раку.

## Твори
- Die Frau und die junge Demokratie. Ein Bericht über Frau, Politik und Demokratie. Frankfurt 1925
- Über die weibliche Form der Politik. W: Die Schildgenossen. 1/1926.
- Was ist die linke Sozialdemokratie? W: Gegen den Strom. 4/1931.
- Die Kluft. W: Kampfsignal. 1932.
- Josef Görres und die Demokratie. Lipsk 1932.

## Пам'ять
- На честь Марії Ґрольмусец названі вулиці в Лейпцигу, Будишині та Гоєрсверді, а також кілька навчальних закладів.
- У 1959 році пошта Німецької Демократичної Республіки випустила поштову марку, присвячену Марії Ґрольмусец.
- Лужицький композитор Ульріх Погода написав симфонічну поему для оркестру «Марія Ґрольмус».